# Coenagrion resolutum
Coenagrion resolutum là một loài chuồn chuồn kim trong họ Coenagrionidae.
Loài này được xếp vào nhóm Loài ít quan tâm trong sách Đỏ của IUCN năm 2007, de trend van de populatie is volgens de IUCN stabiel.
Coenagrion resolutum được Hagen in Selys miêu tả khoa học năm 1876.

## Hình ảnh

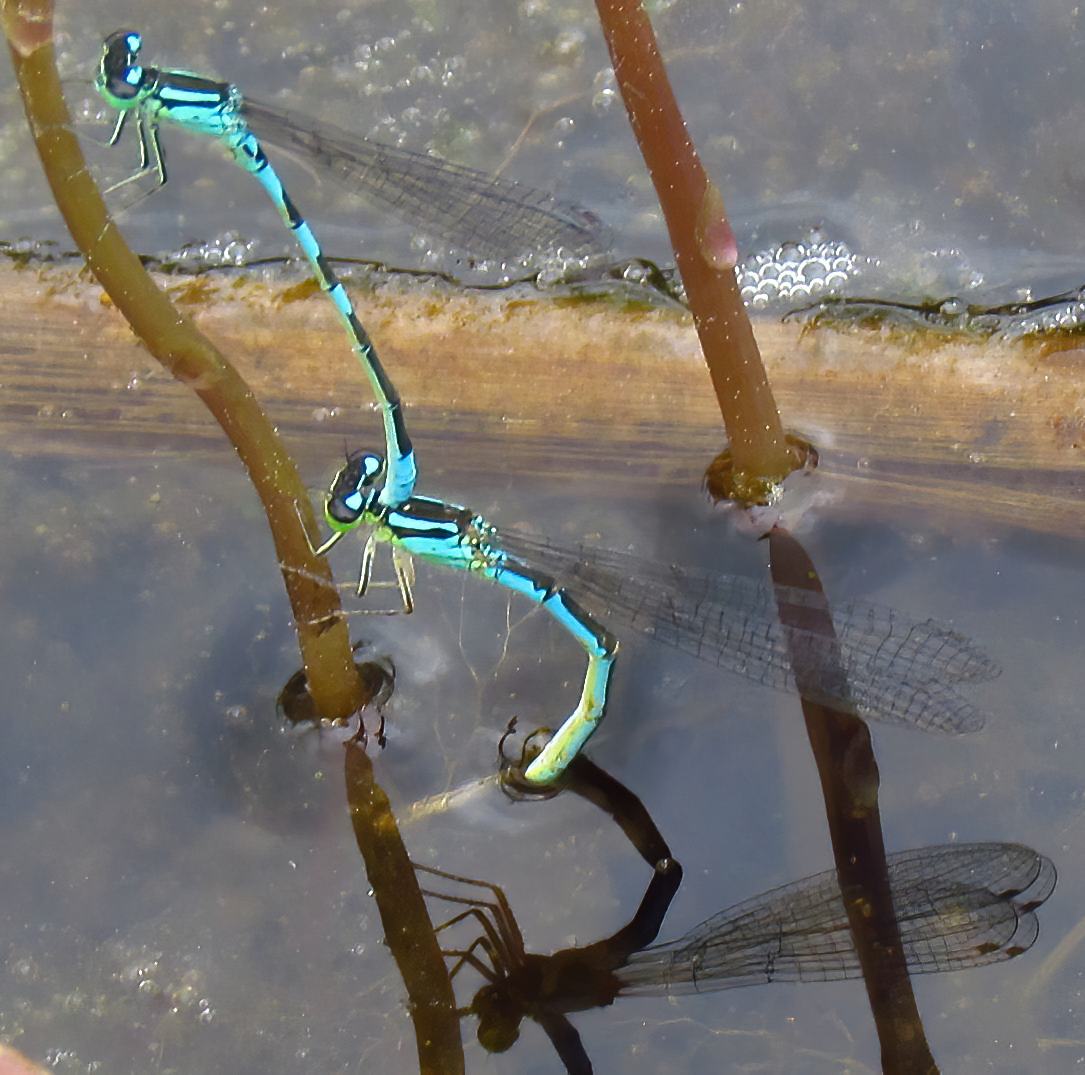